# Colepia malleola
Colepia malleola là một loài ruồi trong họ Asilidae. Colepia malleola được Walker miêu tả năm 1849.